# سان كونستانتينو ألبانيزي
سان كونستانتينو ألبانيزي (بالإيطالية: San Costantino Albanese)‏ هي بلدية في مقاطعة بوتنسا في إقليم بازيليكاتا الإيطالي.

## السكان
في سنة 1861 بلغ عدد السكان 1٬595 نسمة، وتطور العدد ليصل في سنة 2011 لـ 778 نسمة.
يظهر هذا المخطط البياني تطور النمو السكاني لـ سان كونستانتينو ألبانيزي